# 機能性身体症候群
機能性身体症候群（きのうせいしんたいしょうこうぐん,英: Functional somatic syndromes, FSS）、または機能性身体症状（きのうせいしんたいしょうじょう）とは、症状の訴えや障害の程度が、確認できる組織障害の程度に対して大きいという特徴のある症候群である。

## 概要
身体疾患の各科で対応する個々の診断名が用いられ、線維筋痛症、慢性疲労症候群、機能性胃腸症と過敏性腸症候群などが挙げられる。
一方、精神障害の分類である以前のDSM-IV（1994年、アメリカ精神医学会）における、身体表現性障害の定義では、精神が症状の中心となっているので違和感があるが、それを外したDSM-5（2013年）による「身体症状症」の定義では、身体と精神が一体となっているという機能性身体症候群との重複は大きくなる。心身症もそうであり、心身症（日本心身医学会の定義）では、身体疾患が確定しストレスなどによってこれが悪化する場合の病態である。

## 症状
症候単位が確立したものと、いまだ曖昧なものが含まれる。過敏性腸症候群、機能性胃腸症、月経前症候群、慢性骨盤痛、線維筋痛症、非定型・非心臓性胸痛、過換気症候群、慢性疲労症候群、緊張型頭痛、顎関節症、非定型顔面痛、ヒステリー球症候群 （咽喉頭異常感症）、化学物質過敏症など。
1990年代頃から、検査技術の発達によって、末梢の知覚、運動機能、免疫機能の変化が測定できるようになり、かつて心臓神経症など器官名と神経症との組み合わせで命名されていたものが、機能性身体疾患として位置づけられてきた。1999年にイギリスの医学者らは文献レビューに基づいて、慢性疲労症候群や過敏性腸症候群などから相違点よりも類似性の方が大きいとし、この機能性身体症候群の概念を提唱した。

## 要因
医学的に説明できない様々な症状を有する人々が、心因性の障害だと医師から伝えられることは、医師とその人との関係が悪化することにつながる。この誤解の源泉には心身の二元論があり、精神障害の分類の身体表現性障害では、適切な医学的説明ができない場合にのみ分類され、疼痛性障害のみがそうではない。つまり疼痛性障害では、主な原因となっているとみなせるような心理的葛藤や心理社会的問題に関連して疼痛が生じている。心的外傷後ストレス障害 (PTSD) は機能性身体症候群のリスク因子であり、しかし一方で、慢性疲労症候群のリスク因子に伝染性単核球症があり、繊維筋痛症も感染が原因となることもある。
身体や病理学的には異常がないが、神経、内分泌、免疫といった恒常性の維持が破たんしている可能性があり、慢性的なストレスと関りがあるとみなされている。
心的外傷後ストレス障害 (PTSD) との関連を調べたメタアナリシスでは、最も関連したのは慢性疲労症候群で、戦闘や配備（おそらく戦闘地への）の経験がある場合、身体的虐待や性的虐待より有意に機能性身体症候群に関連性があり、概してトラウマの種類にかかわらず機能性身体症候群のリスクの高まりが見いだされ、女性の方が関連を示した。

## 治療
原因不明とされる多症候の身体症状への心理社会的治療を文献レビューしたところ、有効性は示されていない。1つのデンマークでのランダム化比較試験では、機能性身体症候群に対する通常の治療よりも、重度の身体的に苦痛に対応した認知行動療法の方が有効であった。